# Alfred Loeper
Alfred Loeper ps. „Lew” (ur. 14 czerwca 1912 w Koleczkowie, zginął 29 lutego 1944 nad Zgórską Strugą, leśnictwo Piekiełko koło Koleczkowa) – oficer rezerwy Wojska Polskiego (podporucznik), pedagog, działacz społeczny, komendant gminy Kielno, dowódca oddziału partyzanckiego Tajnej Organizacji Wojskowej „Gryf Pomorski”

## Życiorys
Urodził się jako syn Franciszka i Agnieszki z d. Hasse. Rodzice posiadali duże gospodarstwo rolne i gospodę. Uczęszczał do szkoły powszechnej w Koleczkowie, a następnie uczęszczał i ukończył Seminarium Nauczycielskie w Wejherowie. Nauczycielem został w szkole powszechnej w Krąplewicach k. Świecia. Prowadził działalność społeczną w Polskim Związku Zachodnim, Związku Nauczycielstwa Polskiego oraz Bractwie Kurkowym.
W 1935 powołany został do Szkoły Podchorążych Piechoty w Zambrowie, zaś po ćwiczeniach w Szkole Podchorążych Kawalerii w Grudziądzu otrzymał stopień podporucznika rezerwy.
W sierpniu 1939 r. zmobilizowany został do Grudziądza. Z grupą oficerów dostał się na Lubelszczyznę, tam 15 września 1939 został skierowany do dyspozycji komendanta garnizonu w Chełmie Lubelskim. Tutaj dostał się do niewoli niemieckiej. Według niejasnych informacji zbiegł z transportu do obozu do Niemiec lub został zwolniony z niewoli powołując się na niemieckie pochodzenie. Powrócił do domu i zajął się gospodarstwem. Następnie dostał powołanie do Wehrmachtu, ale uciekł z transportu.
Prawdopodobnie od lata 1942 został komendantem gminy Kielno oraz dowódcą oddziału partyzanckiego w ramach TOW „Gryf Pomorski”. Zorganizował wiele akcji partyzanckich. Najbardziej znaną (zorganizowaną wspólnie z oddziałem Bernarda Michałki) był atak na lotnisko ćwiczebne w Strzebielinie, gdzie zdobyto znaczne ilości broni i amunicji oraz uszkodzono – zniszczono kilka samolotów.
Alfred Loeper zginął w dniu 29 lutego 1944 nad Zagórską Strugą pod Koleczkowem po wielogodzinnej walce z siłami niemieckiego wojska i policji. Do likwidacji oddziału Alfreda Loepera Niemcy skierowali kompanię żandarmerii polowej z Wejherowa, oddziały pomocnicze żandarmerii z Wejherowa i Kartuz, kompanię Wehrmachtu z Wejherowa i żołnierzy z jednostek wojskowych z Łużyc. 
Ciała Loepera i innych partyzantów po kilkudniowym przetrzymywaniu w remizie strażackiej w Bojanie pochowano w zbiorowej mogile na cmentarzu parafialnym w Kielnie.